# Victoria Abril
Victoria Abril (Madrid, 4. srpnja 1959.) je vrlo cijenjena španjolska filmska glumica i pjevačica. Svjetskoj javnosti je, vrlo vjerojatno, najpoznatija njena izvedba u filmu Pedra Almodóvara, po imenu Veži me! (špa. ¡Átame!; eng. Tie Me Up! Tie Me Down!).
Victoria je glumila u španjolskim, francuskim i u talijanskim filmovima. Ona je osam puta bila nominirana za nagradu Goya, u kategoriji glavne glumice, te ju je jednom i osvojila. 
Također, ne treba zaboraviti niti njenu pjevačku karijeru, koju je započela izdavanjem svog debitantskog albuma zvanog PutchEros do Brasil, 2005.-e. Nadalje treba još spomenuti kako je taj album po žanru glazbe svrstan u bossanovu-jazz. Pokušala je i predstavljati Španjolsku na Euroviziji 1979.-e godine s pjesmom Bang-Bang-Bang, no nije joj pošlo za rukom plasirati se ondje, odnosno točnije rečeno, završila je na pretposljednjem mjestu nacionalnog natjecanja, koje je izlučivalo predstavnika za Euroviziju.

## Filmografija
- Ljetna kiša (2006.)
- Sirota aristokracija (2006.)
- Tirante el Blanco (2006.)
- Incautos (2004.)
- El Septimo Dia (2004.)
- Pakao zove raj (2001.)
- Mari del sud (2001.)
- 101 Reykjavik (2000.)
- Anarhistice (1996.)
- Nadie Hablara de Nosotras Cuando Hayamos Muerto (1995.)
- Jimmy Hollywood (1994.)
- Plave kacige (1994.)
- Kika (1993.)
- Uljez (1993.)
- Visoke potpetice (1991.)
- Ljubavnici (1991.)
- Une époque formidable... (1991.)
- A solas contigo (1990.)
- Veži me! (1990.)
- Si te dicen que cai (1989.)
- Baton Rouge (1988.)
- Otmjena četvrt (1987.)
- El Lute: camina o revienta (1987.)
- La ley del deseo (1987.)
- Vrijeme tišine (1986.)
- Max mon amour (1986.)
- L'addition (1984.)
- Las bicicletas son para el verano (1984.)
- La lune dans le caniveau (1983.)
- Košnica (1982.)
- Umorstvo u centralnom komitetu (1982.)
- Djevojka sa zlatnim gaćicama (1980.)
- Promjena spola (1977.)
- El hombre que supo amar (1976.)
- Caperucita y roja (1976.)
- Robin i Marian (1976.)
- Most (1976.)
- Opsesija (1975.)

## Vanjske poveznice
- Victoria Abril  Arhivirana inačica izvorne stranice od 26. travnja 2006. (Wayback Machine) na All Movie Guideu
- Victoria Abril u internetskoj bazi filmova IMDb-u (engl.)